# Древняя Пидна
Пидна (др.-греч. Πύδνα) — древнегреческий город в региональной единице Пиерия, Центральная Македония, Греция. Это важное место в истории Пиерии и крупный археологический памятник, расположенный прямо на берегу Эгейского моря, в 16 км к северо-востоку от Катерини, 28 км к северо-востоку от Диона и 2,5 км от поселка Макригиалос. Неподалёку находятся две македонские гробницы, обнаруженные французским археологом Леоном Эзеем во время его греческих путешествий в середине XIX века. Кроме того, в нескольких километрах к югу от Пидны находится похожая на крепость епископская резиденция Лулуди.

## История

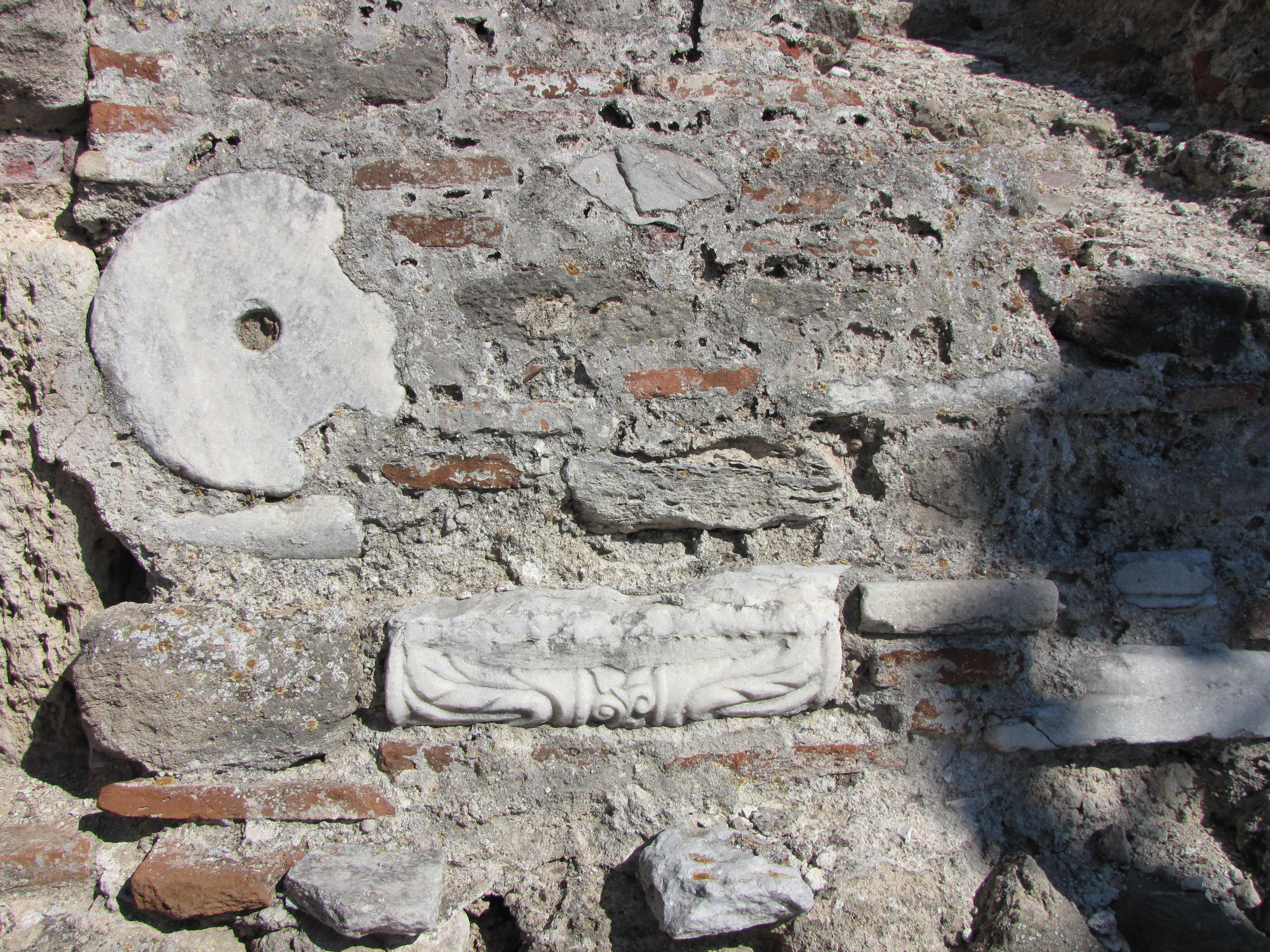
Пидна, часть стены

Впервые Пидна была упомянута греческим историком Фукидидом и приобрела значение во время Пелопоннесской войны. Афиняне осадили Пидну в 432 г. до н. э. Царь Архелай I осадил город к 410 г. до н. э. с суши, а афинский флот взял на себя осаду с моря. После взятия города Архелай перенёс город на 20 стадий вглубь страны, на нынешнее место Китроса. После смерти Архелая жители Пидны вернулись на своё старое приморское место. Пидна была завоёвана афинянами, но перешла в 357 или 356 г. до н. э. к царю Филиппу II, отцу Александра Македонского. Жена Филиппа, мать Александра, Олимпиада, была убита там после осады Кассандром в 317 году до н. э. 22 июня 168 г. до н. э. произошла битва при Пидне между римскимполководцем Эмилием Павлом и последним македонским царем Персеем. В этот день закончилось македонское правление, и в ходе победы римлян Македония стала римской колонией.
Пидна впервые выпустила собственные монеты в конце VI века до н. э. Другие монеты были найдены между 389 и 379 годами до н. э.
Между VI и VII веками н. э. Пидна называлась Китрос и была самым важным городом Пиерии до XIV века. В XI и XII веках Китрос был резиденцией Катепаникиона.
В 1204 году Китрос после осады был взят франками. Они превратили епископскую церковь в замок и построили башню, в которой проживал их главнокомандующий.
В XIV веке жители покинули деревню и поселились в сегодняшнем Китросе, вглубь страны.

## Древнее место

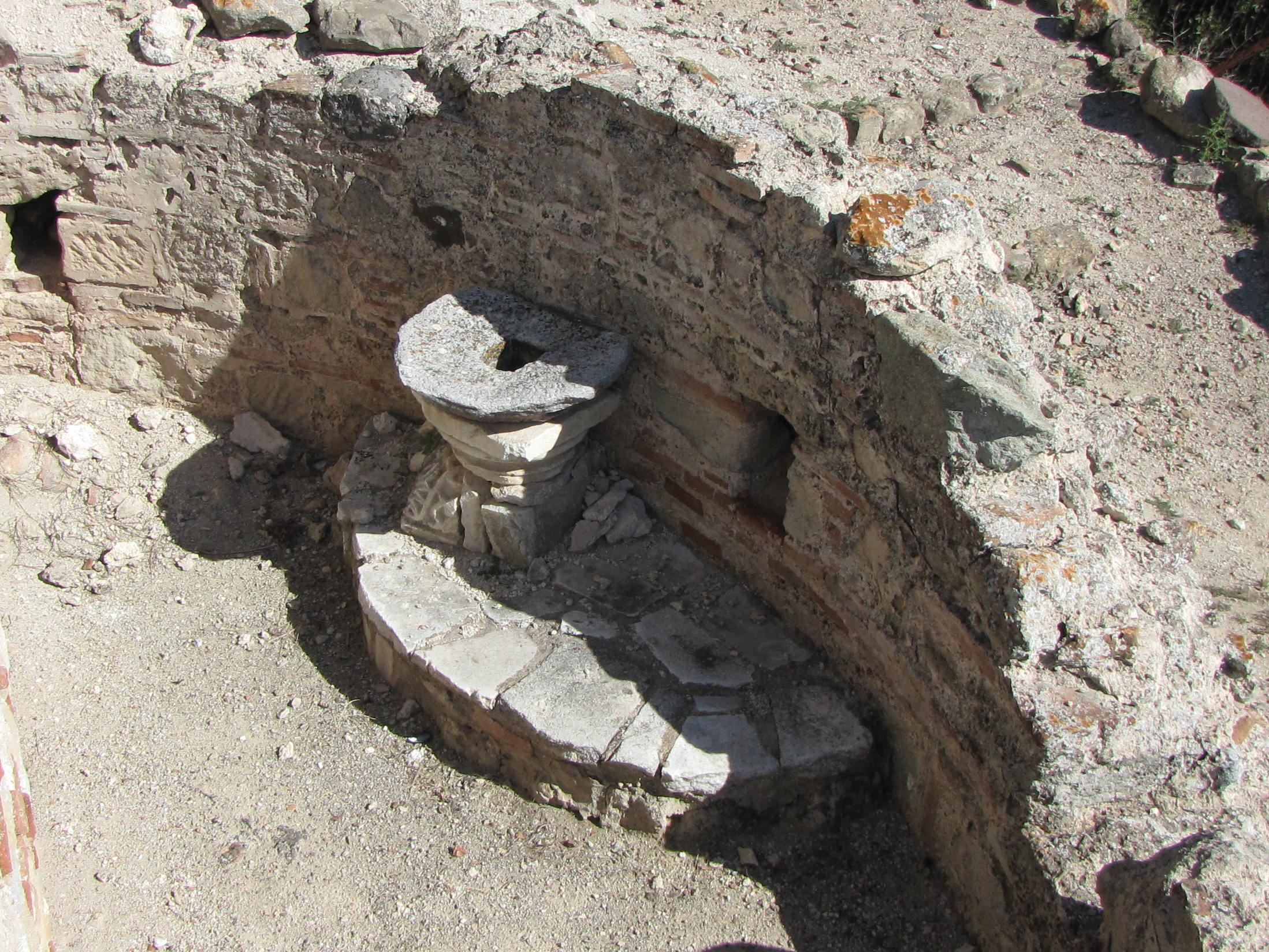
Пидна, Фриктория

На месте древней Пидны ещё не проводились масштабные раскопки. Видимые здания относятся к византийской эпохе. Остатки древнего полиса классического, эллинистического и, возможно, догреческого периода находятся, по крайней мере частично, под византийскими постройками. Весь комплекс имеет размеры 320 м на 130 м.
Еще с микенских времен (1400 г. до н. э.) на холмах к северу от места раскопок были обнаружены поселения. С 1000 до примерно 600 г. до н. э. этот район был заселен фракийцами . Однако поселение полностью не сохранилось, так как восточная часть сползла в море. Таким образом, сохранилась только западная половина городища, которая, однако, до сих пор не раскопана.
Части городской стены, построенные в V веке до н. э., находятся в 500 м к северу от древнего городища. Точное расположение хода городской стены неизвестно. При раскопках пока обнаружены только части. Стена была сделана не из камня, а из глины. Она была разрушена после того, как город был взят Филиппом II.
Христианизация Пидны началась в IV веке. В это время была построена первая базилика. В начале VI века была построена вторая базилика. Обе базилики были посвящены покровителю города святому Александру. Вторая базилика была сожжена после нападения болгар. В конце X века на её месте была построена гораздо более крупная базилика. Её размеры 23,20 м на 16,60 м. Она была украшен фресками, а пол выложен мозаикой. Во франкский период базилика была расширена до крепости. Пробурили скважину и заложили укрепления. Внутри базилики находится колодец глубиной 22 м с каменным фонтаном. Рядом с колодцем была цистерна. Был вырыт подземный коридор, который должен был позволить обитателям замка сбежать наружу.
В апсиде, обращенной к морю, располагалась фриктория для обмена световыми сигналами с находящимся напротив полуостровом Халкидики. Таким образом, световые сигналы с помощью фонарей передавались на большие расстояния, а сообщения могли передаваться за короткое время на сотни километров.
Сполиас (остатки и фрагменты колонн и других кладочных работ) были встроены в окружающую стену. Стена строилась в два этапа. В VI веке, во времена Юстиниана, произошел первый этап строительства. В X веке стену укрепили, а некоторые ворота замуровали. Стена имеет толщину около 1,40 м и была укреплена прямоугольными башнями. Некоторые остатки комплекса датируются XVI веком, временем оккупации Греции османами.
К западу от дороги, которая раньше соединяла Пидну с Дионом, можно увидеть остатки городских стен и городские ворота. Нынешний ход дороги во многом идентичен пути древней дороги.

## Раскопки

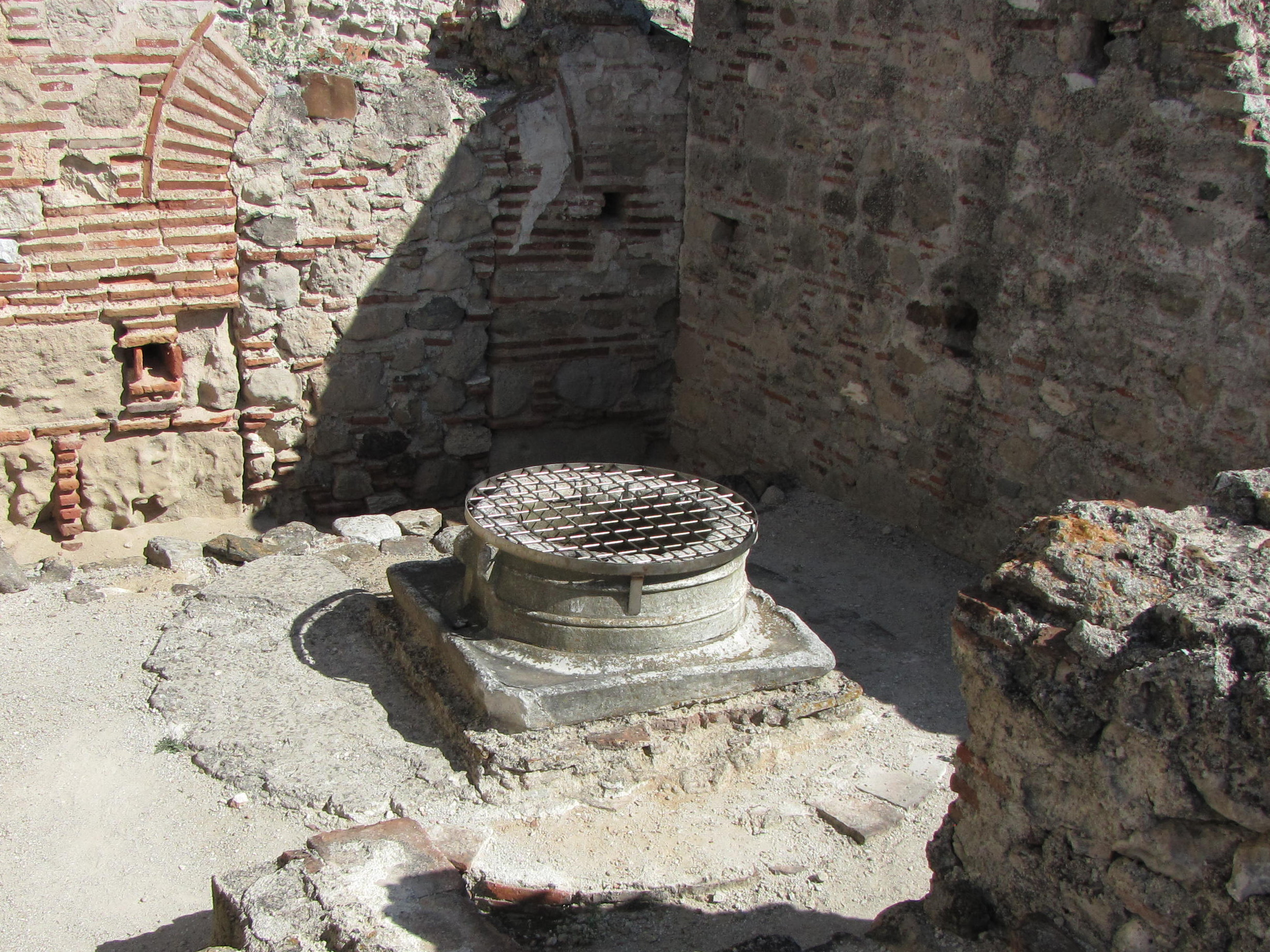
Пидна, колодец

На данный момент окружающий некрополь освобожден. Имеют значительный размер. Северный некрополь содержит более 3300 могил. Они датируются эпохой поздней бронзы, около 1400 г. до н. э., До времен эллинизма, в начале III века до н. э. Это очень большие ямы, в которых обнаружены многочисленные раскопки. Многие из них хранятся в археологическом музее в Салониках. Два других некрополя расположены на западе и юге Пидны. Западный был основан во времена классического периода, в V веке до нашей эры, и использовался до эллинистического периода. Южный участок поселения датируется эллинистическими временами и использовался до римского периода. Размеры гробниц и ценные погребальные дары свидетельствуют о том, что здесь хоронили более зажиточных людей. Южный и западный некрополь археологически не исследованы так же, как и северный.
Рядом с гаванью были раскопаны гончарная печь и гостевой дом с ванной.